# Urumski jezik
Urumski jezik (ISO 639-3: uum), jezik posebne istoimene turkijske skupine kojim govore Urumi ili Grko-Tatari, narod mogućeg tatarskog porijekla koji su s Krima preseljeni u Ukrajinu, i jezik im je srodan krimskom tatarskom [tat]. Po nekima oni su grčkog podrijetla. 
Danas ovim jezikom govori 192 700 ljudi, poglavito u Gruziji 97 700 (2000) i Ukrajini 95 000 (2000) u deset sela u Doneckoj oblasti. Neki su se počeli iseljevati iz Gruzije u Grčku.

## Vanjske poveznice
- Ethnologue (14th)
- Ethnologue (15th)